# Замена зглоба кука ендопротезом
Замена зглоба кука ендопротезом или артропластика зглоба кука је хируршка процедура за замену оштећених зглобних површина људског  зглоба кука протетским компонентама. Ова процедура постаје третман избора за пацијенте којима је потребна артропластика,којом се постиже враћање опсега покрета у куку.  

## Карактеристике методе
Ендопротеза за замену зглоба кука се састоји од ацетабуларне компоненте (утичнице кука), главе бутне кости и бутне кости. Глава бутне кости се поставља на крај ендопротезе са једне стране и помера се у утичници са друге стране. Он чини везу између утичнице и стабљике. 
Постоји и бесцементна алтернатива поред оне која се уграђује уз помоћа цементна, при чему је прва најчешће коришћена опција. Код оба типа имплантације, стабљика ендопротезе се убацује у удубљену бутну кост пацијента и ацетабуларна компонента се утискује у карличну кост. Имплантати без цемента омогућавају кост да се причврсти директно на текстурирану површину ендопротезе без потребе за цементом, слично начину на који кост зацељује када је сломљена. Предност је што може издржати пуно оптерећење одмах након операције. Цементирана зглобна протеза користи полимеризовани коштани цемент који се брзо суши да би помогао да се причврсти на кост, што доводи до дизајна затвореног облика. Као резултат, ендопротеза се одмах безбедно учвршћује у положај и посебно је корисна у случајевима поремећаја метаболизма костију и остеопорозе када природна кост више није у стању да издржи тежину имплантата.
Приликом уградње ендопротезе кука, осовина се убацује у природну глодану бутну кост, док се лоптаста глава утискује у карличну кост.
Протетска глава бутне кости израђена је од керамике, док је инлеј од полиетилена, термопластичног полимера који преузима функцију "хрскавице". Пластика омогућава добар опсег кретања вештачког зглоба, док су хабање и хабање минимизирани. Већина ендопротеза је направљена од специјалних легура метала на бази титана, кобалта или хрома. Без обзира на материјал, тело пацијента мора да га добро подноси. Треба искључити могућност алергијске реакције код пацијента како би се избегао сваки ризик. У поређењу са другим материјалима, керамичке протезе имају ниже стопе хабања и трења. Имајући то у виду, постоји ризик да се у несрећи могу сломити и да би се иверови могли ослободити у телу пацијента. Они се могу таложити у ткиву, што онемогућава њихово уклањање крвљу. Не само да је ово болно, већ пацијент мора да се подвргне једној или неколико операција да би се уклониле иверје. Само ако се ендопротетски уређај добро веже за кост и ако је материјал безбедан за тело пацијента, дуго ће трајати и издржати оптерећења.